# 베른트 횔첸바인
베른트 횔첸바인(독일어: Bernd Hölzenbein, 1946년 3월 9일, 헤센 주 데른 ~ 2024년 4월 15일)은 독일의 전 축구 선수이다. 윙어, 공격수로 활약하였으며, 1974년 FIFA 월드컵 서독 대표팀 우승 멤버 가운데 한 사람이다.

## 클럽 경력
1967년 아인트라흐트 프랑크푸르트에서 선수 생활을 시작하였으며, 팀의 DFB-포칼 3회 우승 (1974년, 1975년, 1981년), UEFA컵 첫 우승 (1980년) 에 공헌하였다. 1981년까지 1 분데스리가에서 통산 420경기에 출장해 160골을 넣었으며, 득점 수는 아인트라흐트 프랑크푸르트 역대 최다 기록이기도 하다.
1981년 북아메리카 축구 리그의 포트로더데일 스트라이커스 (Fort Lauderdale Strikers) 로 이적해, 이미 그 팀에서 뛰고 있던 게르트 뮐러와 함께 뛰었다. 북아메리카 축구 리그 해산 후에는 메이저 인도어 사커 리그 (Major Indoor Soccer League)의 멤피스 아메리칸스 (Memphis Americans) 와 볼티모어 블래스트 (Baltimore Blast)에서 활약하였으며, 1985년 독일로 돌아와 FSV 잘름로어 (FSV Salmrohr)에서 소속된 것을 마지막으로 선수 생활을 마쳤다.

## 국가대표팀 경력
서독 축구 국가대표팀에서는 1973년부터 1978년까지 40경기에서 5골을 넣었으며, 자국에서 열린 1974년 FIFA 월드컵 우승, 1978년 FIFA 월드컵 2라운드 진출에 공헌하였다. 특히 네덜란드와의 1974년 FIFA 월드컵 결승전에서는 전반에 페널티킥을 얻어내기도 하였다.
1988년 과거에 활약하였던 아인트라흐트 프랑크푸르트의 부회장으로 취임하였으며, 1990년대 초반에 토니 예보아, 우베 바인, 안드레아스 묄러 등을 보강해 분데스리가에서 팀을 강호로 발돋움시켰다. 하지만 1991-92 시즌에 리그 우승을 놓치면서 연이은 성적 부진이 이어졌고, 1996년 팀의 2 분데스리가 강등 책임을 지고 몇 개월 후 부회장에서 물러났다.
현재는 아인트라흐트 프랑크푸르트의 스카우트로 활동하는 한편, 위르겐 클린스만이 여는 신진 선수 육성 프로젝트에 참여하고 있다. 2006년 독일에서 열린 2006년 FIFA 월드컵 당시에서는 프랑크푸르트 대사를 맡았다.